# بيلي رايت (موسيقي)
بيلي رايت (بالإنجليزية: Billy Wright) هو موسيقي ومغني أمريكي، ولد في 21 مايو 1932 في أتلانتا في الولايات المتحدة، وتوفي في 28 أكتوبر 1991 بسبب انصمام رئوي.

## وصلات خارجية
- بيلي رايت على موقع ميوزك برينز (الإنجليزية)
- بيلي رايت على موقع ديسكوغز (الإنجليزية)